# Вирджински саламандър
Вирджинските саламандри (Plethodon nettingi) са вид земноводни от семейство Безбелодробни саламандри (Plethodontidae).
Срещат се в ограничен район в американския щат Западна Вирджиния.
Таксонът е описан за пръв път от Норман Беярд Грийн през 1938 година.